# Фридрих II Бабенберг
Фридрих II, известен като Свадливия или Войнствения (на немски: Friedrich der Streitbare; * 25 април 1211, † 15 юни 1246), е средновековен германски благородник от династията Бабенберги, херцог на Австрия и Щирия през периода 1230 – 1246.

## Живот
Той е трети, но вторият доживял пълнолетие, син на херцог Леополд VI Австрийски и Теодора Ангелина, византийска принцеса. Смъртта на по-големия му брат Хайнрих през 1228 г. го прави наследник на Херцогство Австрия. Две години по-късно (1230) баща му умира и Фридрих го наследява.
Първата съпруга на Фридрих II е друга византийската принцеса на име Евдокия/София Ласкарина от династията Ласкариди, а втората му съпруга е Агнес фон Андекс-Мерания, дъщеря на херцог Отон I Мерански и графиня Беатрис II Бургундска. И двата брака се провалени, Фридрих II няма оцелели деца и по мъжка линия династията Бабенберг завършва с него.
Горд с византийския си произход, Фридрих II става известен като Свадливия поради конфликтността и управлението си с чести войни срещу съседите на Австрия – Унгария, Бавария и Бохемия. Дори австрийската благородническа фамилия Куенрингер, традиционно вярна на владетелския дом, започва бунтове с възкачването на Фридрих II. Най-опасни са споровете му с император Фридрих II Хоенщауфен по време на въстанието на императорския син Хайнрих VII. Австрийският херцог изпада в немилост пред императора и през 1236 г. последният дава разрешение за Вацлав I, крал на Бохемия, да нахлуе в Австрия. През годините на имперската забрана Виена става имперски свободен град. Въпреки това Фридрих II успява да запази позицията си на управител на австрийската държава, като разполага двора си във Винер Нойщад.
През 1239 г. настъпва грандиозна промяна в имперската политика и херцог Фридрих II се превръща в един от най-важните съюзници на императора. Конфликтът с Бохемия се потушава с годежа на племенницата на Фридрих II Гертруда Бабенберг и най-големия син на Вацлав I – маркграф Вацлав Моравски. Започнати са преговори за издигането на Виена в епископство на Католическата църква, а на Австрия (включително и Щирия) в кралство. Условие за това е племенницата Гертруда да се ожени за петдесетгодишния император, който освен това е бил низвергнат от папа Григорий IX. През 1245 г. е постигнато съгласие по това условие, но своеволната годеница отказва да се яви на консумационната церемония при събора във Верона. В годината преди смъртта му херцог Фридрих успява да получи и карниолската марка от Аквилейската патриаршия на Фриули, но след неговата смърт тази територия е присъединена към Херцогство Каринтия под властта на Бернхард фон Шпанхайм.
Амбициозните планове на херцог Фридрих са осуетени от смъртта му в битката при река Лайта през 1246 г., по време на граничен конфликт с унгарския крал Бела IV Арпад. Погребан е в абатство Хайлигенкройц.
- Фридрих Свадливи пада убит при река Лайта, Родословие на Бабенбергите, Клостернойбург, 1489 – 1492
- Гробът на Фридрих Бабенберг в Хайлигенкройц

## Наследство
Със своите твърде амбициозни планове, които често са осуетявани от хаотичността на характера му и с агресивната си политика, войнстващият Фридрих се превръща в последен херцог Бабенберг и бележи края на една епоха в австрийската история. След неговата смърт настъпва период на междуцарствие и титлата владетел на Австрия е оспорвана от много домове. Наследяването му на пръв поглед е уточнено – в австрийското херцогство е в сила Privilegium Minus, който позволява на жените да наследяват властта. Така сестрата на Фридрих Маргарет и племенницата му Гертруда Бабенберг имат право на престола.
Малко след смъртта на чичо ѝ Гертруда Бабенберг първо се жени за годеника си Владислав Моравски, който умира през следващата година. След това тя се жени за маркграф Херман VI Баденски, който не успява да запази позицията си в Австрия. В крайна сметка през 1252 г. Гертруда се жени за княз Роман Данилович, по-малък брат на княз Лев I Рюрикович, зет на унгарския крал. През същата година на Бохемските Пршемисловци извършват втори опит да реализират своите претенции към Австрия чрез организиране на брак между Маргарет фон Бабенберг и Отокар, повече от двадесет години по-млад от нея син на Вацлав I. В резултат от това Австрия става арена на конфликта между Пршемисловци и унгарската династия Арпади, в който Отокар първо взема предимство, побеждавайки крал Бела IV в битката при Кресенбрун, а накрая е победен и свален от германския крал Рудолф Хабсбургски в битката на Моравското поле през 1278 г.